# 努瓦尔方丹
努瓦尔方丹（法語：Noirefontaine，法語發音：[nwaʁfɔ̃tɛn]）是法国杜省的一个市镇，位于该省东北部，属于蒙贝利亚尔区。

## 地理
努瓦尔方丹（47°20'56"N, 6°45'43"E）面积3.35 平方千米，位于法国勃艮第-弗朗什-孔泰大區杜省，该省份为法国东部内陆省份，北起上索恩省，西接汝拉省，东部及东南部与瑞士接壤，东北部与贝尔福地区省接壤。
与努瓦尔方丹接壤的市镇（或旧市镇、城区）包括：蓬德鲁瓦德-韦尔蒙当、比耶夫、当茹、利耶布维莱尔、蒙泰什鲁、维拉尔苏当茹。

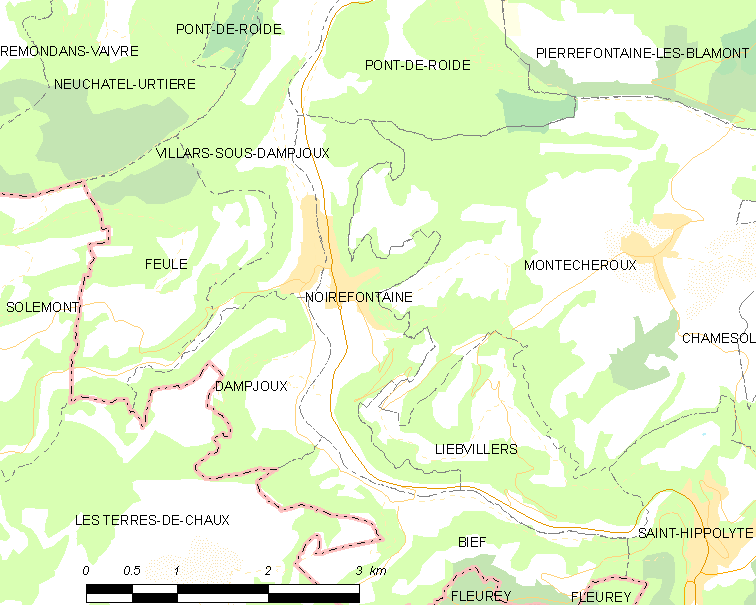
努瓦尔方丹的OSM定位图

努瓦尔方丹的时区为UTC+01:00、UTC+02:00（夏令时）。

## 行政
努瓦尔方丹的邮政编码为25190，INSEE市镇编码为25426。

## 政治
努瓦尔方丹所属的省级选区为瓦朗蒂涅县。

## 人口

1962-2008年间努瓦尔方丹人口变化图示

努瓦尔方丹于2022年1月1日时的人口数量为325人。